# Левада

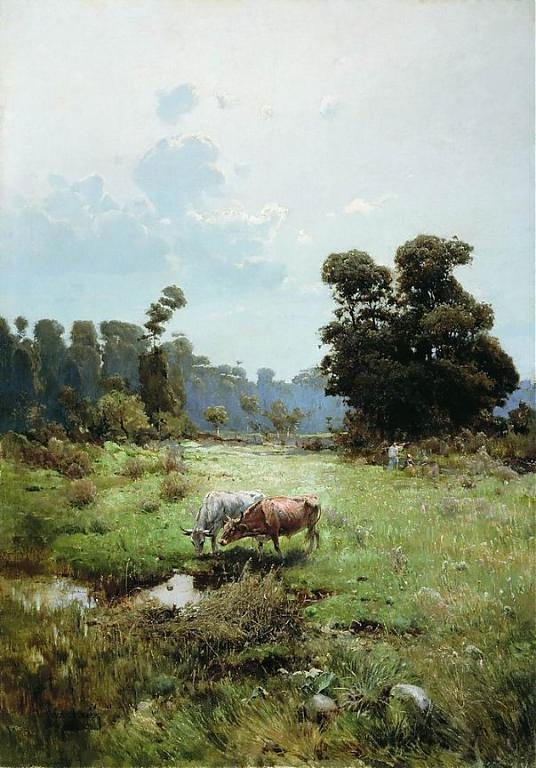
С. И. Васильковский, «Казачья левада»

Лева́да (от греч. λιβάδιον — вода, водоём) — изначально заливной луг или затопляемый пойменный лес. Но в современном русском языке слово стало использоваться для обозначения любых земельных угодий: огороженных или окопанных лугов или пастбищ, приусадебных участков земли с сенокосом, огородом и плодовым садом или другими деревьями.
На юге России левада иногда обращалась в пашню, огород или в сад.
Также слово может обозначать:
- участок речной долины, обсаженный деревьями и использующийся под сенокос, пастбище и частично огороды;
- огороженное искусственное пастбище для лошадей площадью 2—4 га;
- лиственный лес в поймах рек Украины и юга России, обычно состоит из дуба, вяза, ольхи, тополя, ивы.

Леваду используют при создании пейзажных парков на Украине, в России, а также в других странах постсоветского пространства.